# Ricardo Serna
Ricardo Jesús Serna Orozco (ur. 21 stycznia 1964 w Sewilli) – hiszpański piłkarz, występujący na pozycji obrońcy.
Z zespołem FC Barcelona zdobył dwa tytuły mistrza Hiszpanii (1991, 1992) oraz Puchar Króla (1990), dwa Superpuchary Hiszpanii (1991, 1992), Puchar Zdobywców Pucharów (1989) i Puchar Europy Mistrzów Klubowych (1992). W latach 1988–1990 rozegrał 6 meczów w pierwszej reprezentacji Hiszpanii.